# Oedipina fortunensis
Oedipina fortunensis é uma espécie de salamandra da família Plethodontidae. Foi encontrada primeiramente em 2006 por uma expedição liderada pelo Dr. Gunther Koehler à oeste da Cordilheira Central, no Panamá, próximo à Costa Rica, e não ainda não é confirmado sua localização em outro lugar. Bastante semelhante à Oedipina savagei.